# I Ging

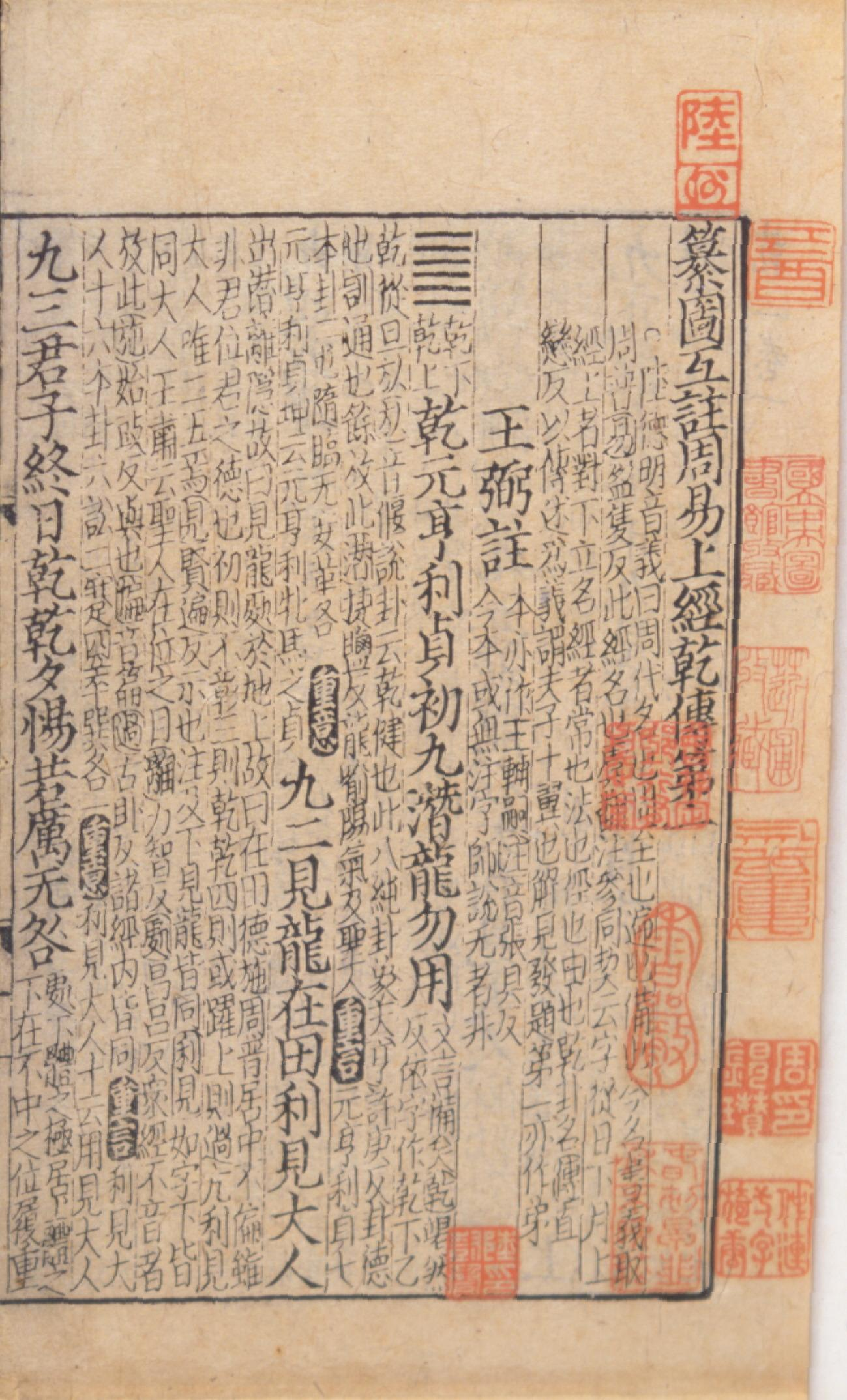
Eine gedruckte Seite des I Ging aus der Song-Dynastie (960–1279 n. Chr.)

Das Yijing, chinesisch 易經 / 易经, Pinyin Yìjīng, frühere deutsche Transkription: I Ging, „Das Buch der Wandlungen“ ist im Kern ein antikes chinesisches Handbuch zur Orakelbefragung und der bekannteste der klassischen konfuzianischen Texte. Seine Entstehung führt die chinesische Legende in das 3. Jahrtausend v. Chr. zurück. Nach heutigem Kenntnisstand jedoch wurde der älteste Teil des Buchs wahrscheinlich in den letzten beiden Dekaden des 9. Jhdts. v. Chr. kompiliert, weitere Teile wurden in den Jahrhunderten vor der Zeitenwende ausgearbeitet und hinzugefügt.
Die Texte und Bilder des Yijing wurden im Laufe von 2800 Jahren auf vielfältige Weise interpretiert: als kosmologische Prinzipien, als Richtschnur für ethisches Verhalten, als Sinnbilder von Lebens- und Entscheidungssituationen, als universale anthropologische Erfahrungen und als Wegweiser zu psychologischen und tiefenpsychologischen Einsichten. Bis heute gilt das Yijing sowohl als „die Essenz chinesischen Denkens und Wissens“ als auch „im Zuge seiner globalen Bedeutung … als Kulturgut zahlreicher Generationen und Gesellschaften, sodass sich vielfältige Deutungen herausgebildet haben. Es hat einen festen Platz in der Weltliteratur.“

## Aufbau des Yijing
Alle nachfolgende Schriftzeichen werden als Langzeichen dargestellt.
Das Buch besteht aus zwei unterschiedlich alten Textschichten.
Die ältere, aus der Zeit der Westlichen Zhou-Dynastie stammende Schicht umfasst ein numerologisch-graphisches System, d. h. eine festgelegte Abfolge von 64 Zeichen (卦,  guà) oder, im modernen Sprachgebrauch, Hexagrammen. Sie sind grafisch dargestellt (卦象,  guà xiàng) durch sechs waagerechte, übereinander angeordnete Striche, die entweder durchgezogen (⚊) oder zweigeteilt (⚋) sind. Jedes Hexagramm trägt einen Namen (卦名,  guà míng) und ist mit einem Spruch (卦辭,  guà cí) versehen. Auch jedem der jeweils sechs Striche ist ein Spruch (爻辭,  yáo cí) beigefügt. Dieser erste Teil des Buchs, auch als Zhou Yi (周易,  Zhōu Yì) oder „Die Wandlungen der Zhou“ bezeichnet, ist der Intention nach ein Mittel zur Orakelbefragung und kann heute noch als solches benutzt werden.
Die mehrere Jahrhunderte jüngeren Textschichten sind sieben sehr unterschiedliche Interpretationen zu diesen Zeichen. Drei von ihnen sind zweigeteilt, sodass sich zehn ergeben; daher werden sie die Zehn Flügel (十翼,  Shí Yì) genannt. Davon sind zwei allgemeiner, theoretischer Natur, die anderen fünf befassen sich mit den einzelnen Hexagrammen. Der Übersichtlichkeit halber sind letztere in westlichen Übersetzungen meist dem betreffenden Hexagramm zugeordnet.
Die ersten beiden Flügel heißen Überlieferung zum Urteil (彖傳,  Tuàn Zhuàn). Meist wird Zhuàn mit „Kommentar“ übersetzt. Dennis Schilling wählt in seiner Übertragung stattdessen das Wort 'Überlieferung', um diese Texte von weiteren Kommentaren aus späteren Zeiten abzugrenzen. Hier sei seinem Sprachgebrauch gefolgt. Mit 'Urteil' sind die Sprüche zu den Hexagrammen gemeint. Der 1. Flügel bespricht die Hexagramme 1 bis 30, der 2. Flügel die von 31 bis 64, da nach der überlieferten Anordnung zwischen Hexagramm 30 und Hexagramm 31 eine Zäsur besteht.
Der 3. und 4. Flügel, die Überlieferung zu den Bildern (象傳,  Xiàng Zhuàn), enthalten heterogene Materialien, Große Bilder und Kleine Bilder genannt. Sie sind auf die gleiche Weise zweigeteilt wie die Überlieferung zum Urteil. Die Großen Bilder leiten aus den sich aus den Zeichen ergebenden bildlichen Vorstellungen explizit ethische Normen ab, die Kleinen Bilder dagegen haben nichts mit Bildern zu tun, sondern kommentieren kurz die Sprüche zu den Strichen der Hexagramme.
Der 5. und der 6. Flügel, die in zwei Bücher geteilte Große Überlieferung (大彖,  Dà Zhuàn), liefert die theoretische Basis für das Gedankengebäude des Yijing.
Der 7. Flügel, Die Worte von (König) Wen, (文言,  Wén Yán) enthält vier ausführlichere Besprechungen zu Hexagramm 1 und eine zu Zeichen 2. Es handelt sich hierbei allerdings nicht um Aussprüche dieses Königs selbst, sondern um eine Deutung der beiden Hexagrammtexte aus späterer Sicht auf dem Hintergrund der Biografie dieses Königs.
Der 8. Flügel, die Besprechung der Zeichen (說卦,  Shuō Guà) ist wieder ein theoretischer Text. Er befasst sich mit den acht möglichen Kombinationen von drei durchgezogenen oder durchbrochenen Strichen, die im Chinesischen ebenfalls Zeichen (卦,  guà), im Westen aber zur besseren Unterscheidbarkeit Trigramme genannt werden. Mit verschiedenen Eigenschaften und Attributen versehen, fügen sich diese Trigramme zu kosmologischen Systemen.
Der 9. Flügel, die Reihenfolge der Zeichen (序卦,  Xù Guà), versucht anhand der Namen der Hexagramme ihre Abfolge nachvollziehbar zu machen.
Der 10. Flügel, die Gemischten Zeichen (雜卦,  Zà Guà), weicht von der üblichen Reihenfolge ab (daher der Titel). Er umschreibt mit knappen Worten den Namen des jeweiligen Zeichens.

## Geschichte und Überlieferungen

### Entstehungsgeschichte des Yijing
Nach chinesischer Tradition, wie sie teilweise schon in der Großen Überlieferung niedergelegt ist, erfand der legendäre Kaiser Fu Xi (伏羲,  Fú Xī) die acht Trigramme, die dann zu den 64 Hexagrammen kombiniert wurden. Das daraus entstandene Orakelbuch sollte dazu verhelfen, das Schildkrötenorakel durch ein mittels Schafgarbenstengeln durchgeführtes Pflanzenorakel zu ersetzen. Die Formulierung der Sprüche zu den Hexagrammen wurde dem Zhou-König Wen (周文王,  Zhōu Wénwáng, 11. Jahrhundert v. Chr.) zugeschrieben, die der Sprüche zu den einzelnen Strichen einem seiner Söhne, Dan, dem Herzog von Zhou (周公旦,  Zhōu Gōngdàn). Auch galt Konfuzius noch bis ins 20. Jahrhundert hinein als Verfasser eines Teils der Zehn Flügel.
Archäologische Funde und philologische Vergleiche konnten nichts davon bestätigen. Beide Orakelformen gab es bereits vor der Machtübernahme der Zhou und lebten noch jahrhundertelang nebeneinander fort. Das Buch der Riten erwähnt zwei weitere, verlorengegangene „Wandlungsbücher“, die offenbar älter waren, das Guicang (歸藏易,  Gūi Cáng Yì) und das Lianshan (連山易,  Lián Shān Yì). Durch Textvergleiche mit anderen Quellen, wie dem Buch der Lieder und Bronzeinschriften, kann der Beginn der Entstehung des Zhou Yi auf das Ende des 9. Jahrhunderts v. Chr. eingegrenzt werden, also lange nach König Wens Tod. Die Autoren des Buchs sind nirgendwo genannt, aber eigentlich kommen dafür nur Schreiber bzw. Gelehrte am Königshof der Zhou in Frage, da sie über das notwendige literarische Wissen verfügten und in die Orakelpraxis eingebunden waren.
Seitdem 1899 die ersten beschrifteten Schildkrötenpanzer entdeckt wurden, die dem Orakel dienten, geht die Forschung davon aus, dass das Zhou Yi zum Teil davon inspiriert wurde. Sowohl Zahlen als auch Vorbilder für die Striche und die Textbausteine sind auf den Panzern zu finden. Weiterhin wurden historische Begebenheiten, Mythen, Liedsequenzen, astronomische Beobachtungen und Textfragmente von Bronzeinschriften in die Texte eingearbeitet. Sie sind aber meist nur angedeutet und Eigennamen sind bis auf wenige Ausnahmen getilgt. Dennoch macht sich die Tendenz bemerkbar, die Herrschaft der Zhou-Dynastie ideologisch zu untermauern. Vor 600 v. Chr. wurde das Zhou Yi nur am Königshof der Zhou verwendet. Parallel zu deren Machtverlust verbreitete es sich auch in anderen Fürstentümern und beim niederen Adel. Das erklärt, warum sich im Laufe der Jahrhunderte verschiedene Versionen des Buchs und regionale Auslegungstraditionen entwickelten.
Ab der Mitte des 4. Jahrhunderts v. Chr. wandten sich die Philosophen dem Zhou Yi zu und erforschten dessen Kompositionsmuster, politische Aussagen und ethische Prinzipien. Daraus erwuchsen zahlreiche stilistisch und inhaltlich unterschiedliche Kommentierungen, deren Verfasser unbekannt sind. Konfuzius gehörte sicher nicht dazu, denn in seinen eigenen Lehren geht er bis auf ein kurzes Zitat nicht auf das Zhou Yi ein. Möglicherweise stammen aber einige Textteile von seinen Nachfolgern. Daneben finden sich aber auch Elemente anderer philosophischer Richtungen wie des Taoismus oder der Yin-Yang-Lehre. Überhaupt darf man sich diese Überlieferungen nicht als klärende Auslegungen des mehrere Jahrhunderte älteren Textes des Zhou Yi vorstellen. In dieser langen Zeit hatte sich die Sprache von einem archaischen zum klassischen Chinesisch gewandelt und die soziokulturellen Bedingungen waren stark verändert. Die Sprüche wurden stets nach zeitgenössischem Verständnis gelesen. Zwar begriffen sich die Verfasser als Hüter eines literarischen Vermächtnisses, aber das hinderte sie nicht daran, ihre eigenen und oft ganz anders gearteten Erkenntnisse und Spekulationen einzubringen und so darzustellen, als lägen sie schon im Text. Dabei berücksichtigten sie teilweise nicht die Ursprungsbedeutung der Wörter und den damaligen Sinn der Aussagen, sondern interpretierten sie neu. Anders gesagt: Die Orakeltexte dienten nun auch als Illustration und Beleg für eigene philosophische Thesen und als Vorbild und Ratgeber in ethischen Fragen.

### Überlieferungen und Textus receptus
Da damals meist auf Bambusstreifen oder Seide, also auf vergängliches Material geschrieben wurde, sind so gut wie keine Textdokumente aus dieser Periode mehr verfügbar. Für etwa 10 % des Standardtextes erhielten sich Zeugnisse auf Steinstelen aus dem 2. Jahrhundert v. Chr. Fragmente auf Bambusstreifen kamen 1977 bei einer Ausgrabung in Shuanggudui (雙古堆) bei Fuyang (富陽市) in der Provinz Anhui ans Tageslicht. Seither sind durch weitere archäologische Funde noch weitere ältere oder Parallel-Versionen des Zhōu Yì aufgetaucht. Dem Zerfall entgangen ist eine fast vollständige Textfassung, die 1973 in einem Grab in der Ausgrabungsstätte Mawangdui bei Changsha in der Provinz Hunan entdeckt wurde und seit der ersten Publikation im Jahr 1993 unter dem Namen Mawangdui Seidentexte (馬王堆帛書,  Mǎwángduī Bóshū) bekannt ist. In ihr weichen die Reihenfolge der Hexagramme und ungefähr 560 Schriftzeichen (12 % des Textes) von der überlieferten Version ab. Die Überlieferungen sind ebenfalls andere als die üblichen.
Im 2. Jahrhundert v. Chr., zu Beginn der Han-Zeit, erstellten Gelehrte den Kanon der konfuzianischen Klassiker. An erster Stelle stand dabei eine standardisierte Version der Orakeltexte einschließlich der Zehn Flügel, die ab dann den Titel Yijing, wörtlich: 'Kettfaden der Wandlungen' oder 'Leitfaden der Wandlungen' trug.  Das älteste Zeugnis dieser mit einigen Abänderungen auf uns gekommenen Fassung des Yijing ist eine beschriftete Steinstele vor der Palasthochschule in Luoyang aus dem Jahr 171 n. Chr. Eine weitere Textredaktion des Yijing fand im 7. Jahrhundert n. Chr. unter Leitung von Kong Yingda statt und wurde unter dem Titel Zhouyi zhengyi (周易正義,  Zhōuyì zhèngyì) publiziert; diese Ausgabe war jahrhundertelang der maßgebliche Text. Seine Kenntnis war Voraussetzung für eine Beamtenlaufbahn.

## Die Elemente des Yijing

### Die zwei Striche
Die grafischen Figuren im Yijing bestehen aus Strichen zweierlei Art:
- Der durchgezogene Strich gilt als licht oder fest. In der späteren Yin-Yang-Lehre (陰陽,  Yīn Yáng) steht er für das yáng (陽): Aktivität, Ausdehnung, maskuliner Aspekt, Licht, Leben, ungerade Zahlen.
- Die durchbrochene Linie steht für das yīn (陰): Zusammenziehung, femininer Aspekt, Dunkelheit, Nacht, Tod, gerade Zahlen.

Die Begriffe Yin und Yang erscheinen noch nicht im Zhouyi, sondern erst in den Zehn Flügeln; stattdessen ist in den Orakelsprüchen von festen oder lichten und weichen oder dunklen Strichen die Rede. Die beiden Stricharten werden auch als zeichenhaftes Kürzel für Penis und Vagina gesehen. Das ist aber wahrscheinlich eine spätere Deutung, denn solche Striche wurden schon vor der Entstehung des Zhouyi auf Schreibmaterialien verschiedener Art niedergeschrieben und haben dort mit Zahlen zu tun.

### Die Acht Trigramme
Größte Bedeutung für das Weltbild der Chinesen im Altertum und die Interpretation der Orakelsprüche besitzen die Acht Trigramme (八卦,  Bā Guà), die als eine 'Vollendung im Kleinen' gelten. Auch sie lassen sich gemäß den Angaben in der Besprechung der Zeichen wie folgt in ein Schema einfügen
|  | Kraft (乾, qián)   | = Himmel | (天, tiān) | Vater            |
|  | Offen (兌, duì)    | = Sumpf  | (澤, zé)   | Jüngste Tochter  |
|  | Strahlung (離, lí) | = Feuer  | (火, huǒ)  | Mittlere Tochter |
|  | Beben (震, zhèn)   | = Donner | (雷, léi)  | Ältester Sohn    |
|  | Boden (巽, xùn)    | = Wind   | (風, fēng) | Älteste Tochter  |
|  | Schlucht (坎, kǎn) | = Wasser | (水, shuǐ) | Mittlerer Sohn   |
|  | Bund (艮, gèn)     | = Berg   | (山, shān) | Jüngster Sohn    |
|  | Feld (坤, kūn)     | = Erde   | (地, dì)   | Mutter           |

Vor allem die Art und die Natur der Trigramme werden in der Überlieferung des Urteils und in der Überlieferung der Bilder zur Deutung der Hexagramme herangezogen.

### Die 64 Hexagramme
Die Hexagramme sind nicht einfach eine Addition von sechs Strichen, sondern auf unterschiedliche Weise in sich gegliedert und es wohnt ihnen eine Dynamik inne. Unter anderem werden sie als Kombination von zwei dreistrichigen Trigrammen aufgefasst. Das erste oder untere Trigramm eines Hexagramms wird als der innere Aspekt der ablaufenden Veränderung angesehen; das zweite oder obere Trigramm als der äußere Aspekt. Überdies haben die Linien gemäß ihrem Platz innerhalb des Hexagramms (ob unten oder oben) unterschiedlichen Rang und Bedeutung. Vom unteren Strich heißt es, er sei noch nicht ganz in der Situation, vom obersten, er sei schon darüber hinaus.
Gelesen werden die Striche von unten nach oben. Die Ränge 1 und 4, 2 und 5, 3 und 6, also die jeweils unteren, mittleren und oberen Striche der beiden Trigramme, stehen in Verbindung.
Die Namen der Hexagramme beschreiben Wirkmächte (1 + 2), Situationen oder Aufgaben (3 + 5 + 6 + 10 + 18 …), Familie (31 + 37 + 54), persönliche Eigenschaften oder Fähigkeiten (4 + 8 + 9 + 14…), konkrete Tätigkeiten (56), Lebensphasen (11 + 12 + 21…). Meist handelt es sich um abstrakte Begriffe mit mehreren Deutungsmöglichkeiten.

### Die Reihenfolge der Hexagramme

#### Überlieferte Fassung des Yijing
In der überlieferten Fassung des Yijing erfolgt die Anordnung der Hexagramme zum Teil nach mathematischen Kriterien. Sie sind jeweils zu einem Paar zusammengefasst, das zweite ist – in Hinblick auf die grafische Darstellung – meist gegenüber dem ersten um 180 Grad gedreht. Wo ein Hexagramm durch Drehung nur sich selbst ergäbe, ist das 'Partnerhexagramm' das, bei welchem alle Yinstriche durch Yangstriche ersetzt sind und umgekehrt. Bei vielen Paaren entsprechen sich auch die Namen oder die Sprüche, besonders sinnfällig bei den Hexagrammen 1 und 2, 19 und 20, 29 und 30, 31 und 32, 41 und 42, 63 und 64. Das lässt darauf schließen, dass diese Abfolge schon zur Zeit der Abfassung der Sprüche bestand und somit die älteste und authentischste darstellt. Bislang wurde allerdings keine Antwort darauf gefunden, warum die Paare so und nicht anders aufeinanderfolgen.

#### Andere Reihenfolgen
| 1. Gruppe: |
| 2. Gruppe: |
| 3. Gruppe: |
| 4. Gruppe: |
| 5. Gruppe: |
| 6. Gruppe: |
| 7. Gruppe: |
| 8. Gruppe: |

Vor der Standardisierung des Yijing in der Han-Zeit waren Versionen mit anderen Reihenfolgen im Umlauf. Der Mawangdui-Seidentext beispielsweise – nebenstehend dargestellt – hält sich nicht an die Textworte, sondern gruppiert fast ausschließlich nach mathematischen Regeln: In der linken Spalte sind die acht Hexagramme angeordnet, die durch Verdoppelung der Trigramme entstehen. In jeder waagrechten Reihe ist das obere Trigramm gleich. Die unteren Trigramme sind, waagrecht gelesen, jeweils Paare, bei denen wiederum jeder Yinstrich zu einem Yangstrich gewechselt hat und umgekehrt.
Sehr bekannt ist auch die Reihenfolge, die Shao Yong in der Zeit der Song-Dynastie entwarf. Sie ist so geordnet, dass sich die Zeichen als eine Folge binärer Zahlen ansehen lassen.

### Die Grundgedanken des Yijing

#### Das numerologisch-grafische System
In zweierlei Hinsicht ist das Yijing von Logik, Zahlen und Rechnungen bestimmt: Zum ersten durch die grafische Darstellung der Trigramme und Hexagramme, für die es 2³ = 8 bzw. 26 = 64 unterschiedliche Möglichkeiten gibt. Diese Trigramme und Hexagramme wiederum wurden von verschiedenen Autoren nach jeweils neuen logischen Regeln schachbrettartig gruppiert, um die innere Struktur und Schlüssigkeit des Systems deutlich zu machen. Oder sie wurden kreisförmig angeordnet, wie das auch in Bezug auf die Trigramme im Kapitel II der Besprechung der Zeichen der Fall ist. Zum zweiten ist der – recht komplizierte – Prozess des Orakelwerfens mit 50 Schafgarbenstengeln ein Teil- und Zählverfahren und daher mathematischen Regeln unterworfen. Als Ergebnis erhält der Fragende sechs Zahlen zwischen 6 und 9, denen er ein Hexagramm zuordnen kann. Die Große Überlieferung (Erstes Buch, Kapitel 9, Abschnitt 3) gibt dafür die Anleitung:
Man teilt sie in zwei Teile, um die beiden Grundkräfte abzubilden. Dann hält man einen besonders, um die drei Mächte abzubilden. Man zählt mit vier durch, um die Jahreszeiten abzubilden. Den Rest steckt man weg, um den Schaltmonat nachzubilden. In fünf Jahren sind zwei Schaltmonate, darum wiederholt man das Wegstecken, und danach erhält man das Ganze.

Übersetzung: Richard Wilhelm
Mit 'Grundkräften' meint Wilhelm Yin und Yang, die 'drei Mächte' sind Erde, Mensch und Himmel. Zwar ist diese Anweisung ohne Erläuterungen uns Heutigen nicht mehr in allem verständlich, aber sie illustriert die auch in vielen anderen Kulturen verbreitete Vorstellung, dass sich die Erscheinungen der Welt mit Zahlen oder, wie oben, mit geometrischen Figuren, kurz: durch Mathematik ausdrücken lassen. Im Gegensatz zum naturwissenschaftlichen Weltbild bezeichnen die Zahlen jedoch nicht nur Quantitäten, sondern sind von Zahlensymbolik bestimmt.

#### Bild des Kosmos
Damit steht der nächste Grundgedanke in Verbindung, dass nämlich die Trigramme und Hexagramme ein Mikrokosmos sind, der in Analogie steht zu makrokosmischen Phänomenen. Auch dazu gibt die Große Überlieferung, Erstes Buch, Kapitel 4, Abschnitt 4, Auskunft:
In ihm (d.h. im Yijing) sind die Formen und Bereiche aller Gestaltungen des Himmels und der Erde, so dass nichts ihm entgeht. In ihm sind alle Dinge ringsum vollendet, so dass ihrer keines fehlt. Darum kann man durch ihn den SINN von Tag und Nacht durchdringen, sodass man ihn versteht. Darum ist der Geist an keinen Ort gebunden und das Buch der Wandlungen an keine Gestalt.
Übersetzung: Richard Wilhelm
Mit 'SINN' übersetzt Wilhelm den chinesischen Begriff Tao. Hier wird also postuliert, dass die 64 Hexagramme und die Gesamtstruktur des Yijing auf geistige Art ein vollständiges Abbild der Welt ergeben und dadurch zur Erkenntnis führen.

#### Die Wandlungen
Diese Vollständigkeit ist möglich, weil den Zeichen selbst, aber auch ihrem System eine Dynamik innewohnt, sodass nicht nur eine statische Welt, sondern Weltgeschehen abgebildet werden kann. Das ist der dritte und für das Yijing charakteristische Grundgedanke, der dem Buch den Titel gab: Yi, die Wandlung (易Yì). Im Yijing gibt es Wandlungen mehrerer Art. Zunächst werden sie repräsentiert durch den Wechsel der Striche von Yin zu Yang (und umgekehrt) bei der Orakelpraxis, wobei sich gleichzeitig ein Hexagramm in ein anderes verwandelt. Jedes davon kann in ein anderes übergehen, dafür gibt es 64² = 4096 Möglichkeiten. Die Große Überlieferung, Erstes Buch, Kapitel 9, Abschnitt 8 bemerkt dazu:

„… so sind alle möglichen Zustände auf der Erde ausgeschöpft.“

Aber auch ohne an Orakel zu denken, wurden immer wieder Kombinationen von Hexagrammen ersonnen, die sich durch Wechsel der Striche ineinander verwandeln. Der erste Satz in der Überlieferung des Urteils zu Hexagramm 42, Die Mehrung, greift das auf:
Die Mehrung: Minderung des Oberen, Mehrung des Unteren.
Dahinter steht die Idee, dass sich Hexagramm 42 aus Hexagramm 12, Die Stockung, entwickelt hat, indem der unterste Strich und der 4. Strich (von unten gezählt) den Platz getauscht haben. Das sei für den oberen eine Minderung, weil aus Yang ein Yin wurde, während der untere von Yin zu einem Yang gemehrt wurde. Auf konkretes politisches und soziales Leben übertragen, meint der Satz in diesem Kontext, dass verkrustete Zustände aufgebrochen werden können, wenn die Mächtigen mit den Unteren teilen und sie damit stärken, was eine Stärkung des Ganzen mit sich bringt.
Wandel ist oft auch an den Sprüchen zu den Strichen abzulesen, die eine Entwicklung von unten nach oben zeigen. Besonders markant sind dabei die Hexagramme 1, 23, 48 und 53.
In seinem erstmals 1925 veröffentlichten Kommentar Die Lehren des Laotse beschreibt Richard Wilhelm sehr anschaulich den philosophischen Hintergrund, wobei mit dem Ausdruck „Urzeichen“ die Trigramme gemeint sind

„Die Welt ist in stetem Wechsel und Wandel begriffen. Alles was ist, ist eben deshalb dem Tode verfallen: denn Geburt und Tod sind zwar Gegensätze, aber sie sind notwendig aneinander geknüpft. Aber indem alles vergeht, was gewesen ist, ist dennoch kein Grund da zu sagen: »es ist alles ganz eitel«; denn dasselbe Buch der Wandlungen zeigt auch, daß alle Wandlungen nach festen Gesetzen sich vollziehen. Das Buch der Wandlungen enthält die Anschauung, daß die ganze Welt der Erscheinungen auf einem polaren Gegensatz von Kräften beruht; das Schöpferische und das Empfangende, die Eins und die Zwei, das Licht und der Schatten, das Positive und das Negative, das Männliche und das Weibliche, alles sind Erscheinungen der polaren Kräfte, die allen Wechsel und Wandel hervorbringen. Denn diese Kräfte darf man sich nicht als ruhende Urprinzipien vorstellen. Die Anschauung des Buchs der Wandlungen ist weit entfernt von jedem kosmischen Dualismus. Vielmehr sind diese Kräfte selbst in dauerndem Wandel begriffen. Das Eine trennt sich und wird Zwei, die Zwei schließt sich zusammen und wird Eins. Das Schöpferische und das Empfangende vereinigen sich und erzeugen die Welt. So sagt auch Laotse, daß die Eins die Zwei erzeugt, die Zwei erzeugt die Drei, und die Drei erzeugt alle Dinge. Im Buch der Wandlungen ist das dadurch dargestellt, daß die ungeteilte Linie des Schöpferischen und die geteilte Linie des Empfangenden zusammentreten zu den dreistufigen acht Urzeichen, aus deren Kombinationen die ganze Welt der möglichen Zeitkonstellationen sich aufbaut.“

## Darstellung der Hexagramme am Computer
Die 64 Hexagramme sind bereits im Unicode-Zeichensatz enthalten, müssen auf unicodefähigen Betriebssystemen (dies sind praktisch alle nach 2000 erschienen Betriebssysteme) also nicht gezeichnet, sondern können wie normaler Text eingegeben werden. Die Hexagramme besitzen die Zeichennummern 4DC0 bis 4DFF.

## Rezeption des Yijing im Fernen Osten
Die ersten Zeugnisse des Umgangs mit dem Schafgarbenorakel und kreative Deutungen der Antwort finden sich im Zuozhuan. Darin sind auch Beispiele enthalten, wie allein die Reflexion über die Sprüche durch Analogieschluss Situationen verstehen lässt. So wurde also schon damals das Zhou Yi als 'Weisheitsbuch' betrachtet. Es bildete die folgenden 2000 Jahre einen bedeutsamen Ausgangspunkt für alle philosophischen Richtungen Chinas. Jeder maßgebliche Philosoph nahm dazu Stellung, sodass die Zahl der Kommentare Legion wurde. In der Han-Zeit, nach der Kanonisierung des Yijing, entwickelten sich zwei Schulen: die Bilder-und-Zahlen-Lehre (Xiangshuxue), welche kosmologische und mathematische Prinzipien erkundete, die dann auf gesellschaftliche Verhältnisse übertragen wurden. Sie befasste sich nicht nur mit den logischen Mustern des Yijing, sondern auch mit den in der Großen Überlieferung, Erstes Buch, 11. Kapitel, 8. Abschnitt erwähnten Tafeln, die der Legende nach aus dem Huang He und dem Luo-Fluss hervorkamen, und versuchten, beides in Übereinstimmung zu bringen. Mit diesen Zahlenspekulationen verbanden sie den Anspruch, eine Art Weltformel zu finden. Die andere Schule war die Bedeutungs- oder Gehaltslehre (Yilixue), die eine Erweiterung und Verfeinerung der Auslegungstechniken erstrebte. Wichtige Vertreter waren Ma Rong (馬融 79–166) und Zheng Xuan (鄭玄, 127–200), dessen Text über das Yijing jedoch verloren ging. Ganz anders einer der bedeutendsten Exegeten überhaupt, Wang Bi (王弼, 226–249), der sich wieder dem Text selbst und den sich daraus ergebenden bildlichen Vorstellungen zuwandte und sie als Ausdruck von Ideen (意,  yì) auffasste, die es zu entschlüsseln gebe. Damit schuf er die Grundlage für eine neue Auslegungstradition, die tausend Jahre lang Gültigkeit behalten sollte. In seiner Nachfolge standen Han Kangbo (332–380) sowie Kong Yingda (孔穎達, 574–648) mit seinem Kommentar Die Richtigstellung der Bedeutung (Zheng Yi). Sogar im chinesischen Buddhismus spielte das Yijing eine Rolle, indem sich die buddhistischen Gelehrten darauf stützten, um ihre Ideen zu erläutern. Mit der Abkehr vom Buddhismus und dem Wiederaufleben konfuzianischen Gedankenguts ab der Song-Zeit wurden die Auslegungstraditionen der Han-Zeit wieder aufgenommen. Cheng Yi (程頤, 1033–1107), der Wang Bi folgte, und Zhu Xi (朱熹, 1130–1200), den mehr der divinatorische Aspekt interessierte, schrieben wichtige Kommentare; der von Zhu Xi war bis 1905 Teil der Beamtenprüfungen. Liu Mu (劉牧 1011?–1064) und der bereits oben erwähnte Shao Yong wandten sich erneut den mathematisch-logischen Aspekten des Yijing zu. Sie und andere entwarfen alle möglichen Reihenfolgen, Kreise, Diagramme und magischen Quadrate, unter anderem, um die Numerologie des Yijing mit den Fünf Wandlungsphasen zu verknüpfen. Während der Ming-Zeit war es vor allem Lai Zhide (1525–1604), der sich auf die Interpretationen aus der Han-Zeit stützte; mit seiner textkritischen Untersuchung Yijing Lai zhu tujie wies er aber auch Mängel im überlieferten Text nach. Ein buddhistischer Mönch, Ouyi Zhixu (1599–1655) schrieb einen Kommentar (Zhouyi chanjie), mit dem er versuchte, anhand des Yijing den Buddhismus mit dem Konfuzianismus auszusöhnen. Im Jahr 1715 ließ Kaiser Kangxi eine von seinem Sekretär kommentierte Neuausgabe des Yijing unter dem Namen Zhouyi zhezhong drucken. Die in der Qing-Zeit weiter verfolgten Zahlenspekulationen führten dazu, gedankliche Systeme, wie chinesische Musik, Medizin, Astrologie, Geomantik (besser bekannt unter dem Namen Fengshui) und anderes auf die Struktur des Yijing und jene Tafeln aus dem Huang He und dem Luo-Fluss zurückzuführen; manches dabei scheint freilich weit hergeholt. Daneben begannen die chinesischen Gelehrten, die archaische Sprache des Yijing zu erforschen, kamen aber wenig voran, da ihnen das Vergleichsmaterial fehlte. Erst die aufgefundenen Orakelknochen mit ihren Inschriften erlaubten, das Zhou Yi in seinem historischen Kontext zu studieren. Zu den ersten chinesischen Philologen, die im 20. Jahrhundert die Originalbedeutungen der Schriftzeichen enträtselten, gehörten Gu Yiegang (1893–1980) und sein Schüler Li Jingchi (gestorben 1968), sie lösten eine Welle von textkritischen chinesischen Publikationen aus, die kontrovers diskutiert wurden und werden.
Mit dem Ende des Kaiserreiches verlor das Yijing seine Bedeutung als zentrales Werk der politischen Philosophie, blieb aber zunächst weiterhin kulturell einflussreich. Im heutigen China wird der Text dagegen kaum mehr in breiteren Kreisen gelesen und gilt als weithin unverständlich. Die volkstümliche Benutzung des Yijing als Orakelbuch nahm mit den politischen und sozialen Verwerfungen der chinesischen Gesellschaft im 20. Jahrhundert ebenfalls kontinuierlich ab.
Im 6. Jahrhundert gelangte das Yijing nach Japan, begünstigt dadurch, dass die Gebildeten chinesisch lesen konnten. Größere Wirkung entfaltete es dort aber erst tausend Jahre später, in der Edo-Ära, die konfuzianisch geprägt war. Bald durchdrang es die japanische Kultur und beeinflusste sogar die Wissenschaften. Auch nach Korea und Vietnam fand das Yijing seinen Weg und wirkte dort auf gleiche Weise.

## Rezeption im Westen

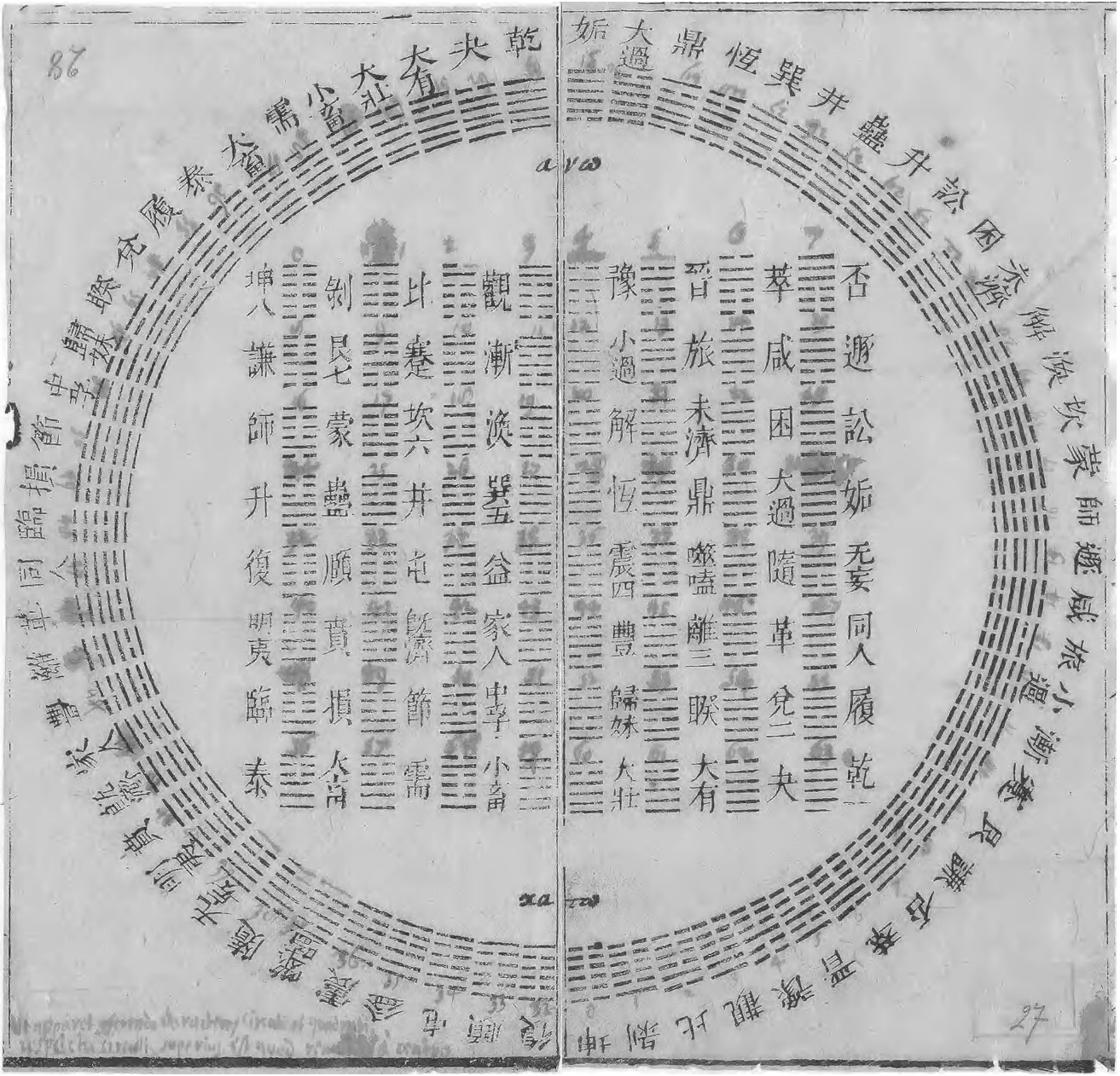
Joachim Bouvet übermittelte die vierundsechzig Hexagramme aus China an Leibniz, 1701

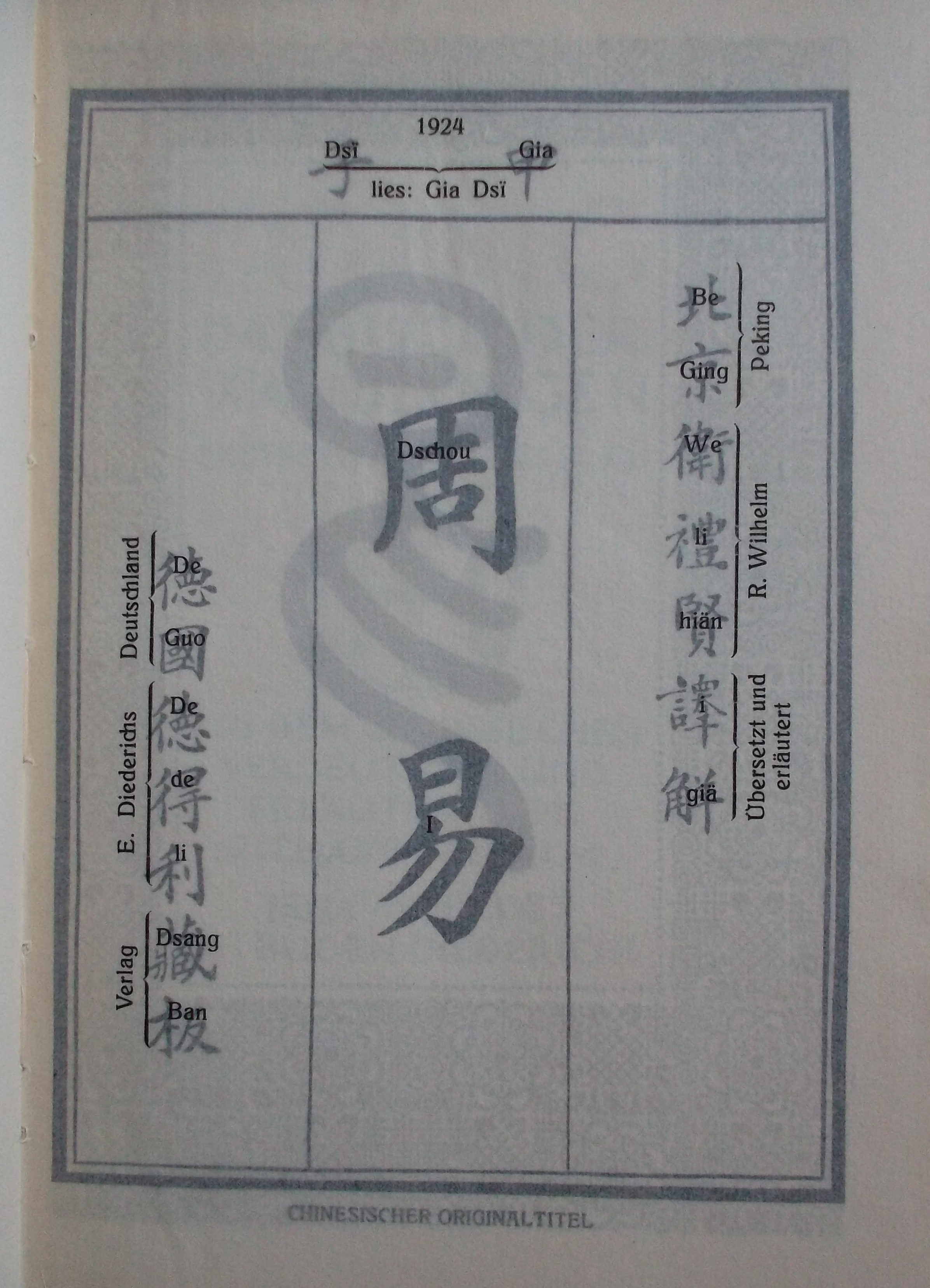
Frontispiz der Erstausgabe des Zhouyi (周易 aka I Ging), übersetzt und erläutert von Richard Wilhelm, Verlag E. Diederichs, 1924

1687 gelangte die erste Kunde vom Yijing nach Europa, und zwar durch eine Teilübersetzung ins Lateinische des Jesuiten Richard Couplet S.J. Die erste vollständige lateinische Übersetzung durch den Jesuiten Jean-Baptiste Régis erschien 1834–1839 in Deutschland. Im englischsprachigen Raum fand die 1882 vorgelegte Übersetzung des Sinologen James Legge (1815–1897) Verbreitung. ´ Doch mit ihren vielen Einschüben im Text gab sie kaum die literarischen Qualitäten des Originals wieder. Erst durch Richard Wilhelms bahnbrechende Übertragung ins Deutsche, erschienen 1924 im Diederichs Verlag und vielfach wieder aufgelegt, interessierte sich ein größeres Publikum für das Yijing. Wilhelm, ursprünglich als Pfarrer und Missionar nach Quingdao entsandt, hatte einen Kreis von chinesischen Intellektuellen um sich geschart, und vor allem sein „verehrter Lehrer Nau Lai Süan“ (Nao Lai Xuan, 1843–1921) wurde Mitarbeiter bei seiner Übersetzung. Obwohl mit Mängeln behaftet, wurde diese deutsche Ausgabe wiederum in viele andere Sprachen übersetzt. Als 1950 eine begüterte Amerikanerin eine von Cary F. Baynes besorgte Übersetzung des Wilhelmschen Textes ins Englische finanzierte, wurde das Yijing in den westlichen Ländern endgültig zum am meisten verbreiteten chinesischen Buch. Der Erfolg beruhte darauf, dass Wilhelm in seinen umfangreichen Erläuterungen als erster das Yijing einerseits als hohes chinesisches Kulturgut vermittelte, andererseits als ein zeitloses Buch, das der ganzen Menschheit etwas zu sagen hat. Das Yijing übte in der Folge einen gewissen Einfluss auf die Jugendkultur der 1960er und 1970er Jahre und die New-Age-Bewegung der 1980er Jahre aus, da es der westlichen Rationalität entgegengesetzt zu sein scheint. So entstanden eine Reihe von Neuinterpretationen, die sich mal mehr, mal weniger an den Text hielten und zuweilen zum Neureligiösen tendierten. In den vergangenen Dekaden wandten sich westliche Sinologen den Arbeiten der chinesischen Philologen zum Yijing zu und präsentierten Übersetzungen, die wiedergeben wollen, wie das Zhouyi zu seiner Entstehungszeit verstanden wurde. Hier sind in erster Linie Richard Rutt, Richard A. Kunst und Edward L. Shaughnessy für den englischen und Dennis Schilling für den deutschen Sprachraum zu nennen.

## Interkulturelle Bezüge
Bereits manche Jesuiten sahen im Yijing Ähnlichkeiten zur Bibel und zur Kabbalah. Gottfried Wilhelm Leibniz, der von Joachim Bouvet Shao Yongs Grafik der Hexagramme erhalten hatte, glaubte, seine Erfindung des binären Zahlensystems vorweggenommen zu sehen, woraus er (fälschlicherweise) auf eine hochentwickelte altchinesische Mathematik schloss. Im 20. Jahrhundert gab es verschiedene Ansätze, Parallelen zwischen den Aussagen des Yijing und den Ergebnissen der westlichen Naturwissenschaften aufzufinden und beide Erkenntniswege füreinander fruchtbar zu machen. Von chinesischer Seite wurde auf die Entsprechungen des Yijing zu Teilgebieten der Mathematik hingewiesen. Der Quantenphysiker Niels Bohr ließ sich von der Yin-Yang-Komplementarität inspirieren und lernte die Intuition als Erkenntnismittel zu schätzen. Auf dem Gebiet der Biologie wurde versucht, Zusammenhänge zwischen den 64 Hexagrammen und den ebenfalls 64 Möglichkeiten der Tripletts des genetischen Codes aufzufinden.

Der Tiefenpsychologe Carl Gustav Jung erforschte die Funktionen des Unbewussten nicht nur an seinen Patienten, sondern auch in Mythen und bildhaften Mysterien vergangener Zeiten und so auch im Yijing, das er früh durch die Übersetzung von James Legge kennenlernte. Er fand darin Bestätigung für seine Theorien des Kollektiven Unbewussten, der Archetypen und des Prinzips der Synchronizität. Später hatte er regen gedanklichen Austausch mit Richard Wilhelm. In seinem Nachruf auf Wilhelm (1930) verwendete er den Begriff erstmals öffentlich:
„Die Wissenschaft des I Ging beruht nämlich nicht auf dem Kausalprinzip, sondern auf einem bisher nicht benannten – weil bei uns nicht vorkommenden – Prinzip, das ich versuchsweise als synchronistisches Prinzip bezeichnet habe.“
Für die 1950 in den USA erschienene englische Übersetzung schrieb Jung ein aufschlussreiches Vorwort, in dem er sein Verständnis des Yijing darlegt. Mit der Orakelpraxis vertraut, wagte er den Versuch, ein Orakel zu werfen, bevor er mit dem Schreiben dieses Vorworts begann. Die Frage lautete: 'Was denkst du, Yijing, über dich selbst in der gegenwärtigen Situation, also 1950?' Die Antwort war Hexagramm 50, „Der Tiegel“ (鼎,  dǐng) mit Wechsel des 2. und 3. Strichs, als Wandlungshexagramm also 35, „Der Fortschritt“ (晉,  jìn). „Tiegel“ meint die dreifüßigen Bronzekessel, die zur Entstehungszeit des Yijing zur Bereitung und zum Servieren ritueller Speisen benutzt wurden. Seine ausführliche Deutung dieses Resultats im Vorwort fasst Jung abschließend so zusammen:
„In answer the I Ching tells me of its religious significance, of the fact that at present it is unknown and misjudged, of its hope of being restored to a place of honor […] The I Ching therefore faces its future on the American book market calmly and expresses itself here just about as any reasonable person would in regard to the fate of so controversial a work. This prediction is so very reasonable and full of common sense that it would be hard to think of a more fitting answer.“

„Als Antwort sagt mir das Yijing etwas über seine religiöse Bedeutung, über das Faktum, dass es zur Zeit unbekannt und verkannt sei, über seine Hoffnung, wieder auf einen Ehrenplatz gesetzt zu werden … Das Yijing sieht also seiner Zukunft auf dem amerikanischen Buchmarkt ruhig entgegen und drückt sich dabei so aus, wie jede vernünftige Person es in Bezug auf das Schicksal eines solch umstrittenen Werks tun würde. Diese Voraussage ist so vernünftig und voll guten Menschenverstands, dass man sich kaum eine passendere Antwort vorstellen kann.“

## Das Yijing in Musik und Literatur
Der Schweizer Komponist Alfons Karl Zwicker komponierte „Secretum“ (2006–2007), acht Stücke nach den Trigrammen des Yijing für Violoncello und Kontrabass. John Cage schuf „Music of Changes“ (1951) und weitere Werke, die auf dem Zufallsverfahren, ähnlich dem Orakel, basieren. Auf dem von der britischen Rockgruppe Pink Floyd 1967 veröffentlichten Album The Piper at the Gates of Dawn befindet sich ein Song mit Namen Chapter 24, der Textbausteine der englischen Übersetzungen von Wilhelm/Baynes und James Legge beinhaltet. Auch die Entstehung des Beatles-Song While My Guitar Gently Weeps war vom Yijing beeinflusst.

Ein großer Bewunderer des Yijing war Bob Dylan. Er wies in einigen seiner Songs auf das Orakel und auf die in dem Buch enthaltenen Weisheiten hin und machte es so auch vielen Menschen bekannt, die sich sonst nicht damit befasst hätten. In einem Interview sagte er einmal:
„… but it's the only thing that is amazingly true, period. […] besides being a great book to believe in, it's also very fantastic poetry.“
„… aber es ist die einzige Sache, die unglaublich wahr ist. Punkt. […] Es ist nicht nur ein großes Buch, sondern auch ganz fantastische Dichtung.“
Hermann Hesse beschreibt in seinem Roman Das Glasperlenspiel eine Orakelprozedur. In der 1962 erschienenen Dystopie „The Man in the High Castle“ (deutsch: „Das Orakel vom Berge“) von Philip K. Dick wird Bezug auf das Yijing genommen.

## Übersetzungen ins Deutsche
- Richard Wilhelm: I Ging. Das Buch der Wandlungen. Eugen Diederichs Verlag, Jena 1924; neu herausgegeben von Ulf Diederichs. Deutscher Taschenbuchverlag, München 2005, ISBN 3-424-00061-2.
- Georg Zimmermann: I Ging, Das Buch der Wandlungen. Patmos Verlang, Düsseldorf 2007, ISBN 978-3-491-72511-9 (Neubearbeitung der Wilhelmschen Übersetzung).
- Dennis R. Schilling: Yijing. Das Buch der Wandlungen. Verlag der Weltreligionen, Frankfurt am Main/Leipzig 2009, ISBN 978-3-458-70016-6.
- John Blofeld (Hrsg.): I Ging. Das Buch der Wandlungen. Mit einem Vorwort von Lama Anagarika Govinda. Aus dem Englischen übersetzt von Matthias Dehne und Stephan Schumacher. Barth, München 1983, ISBN 3-502-67000-5.
- Dominique Hertzer: Das Mawangdui-Yijing. Text und Deutung. Diederichs, München 1996, ISBN 3-424-01307-2.

## Wissenschaftliche Literatur
- Youlan Feng (Fung Yu-lan): A History of Chinese Philosophy. Volume I. Princeton 1983 (1. Auflage 1934, englisch).
- Hermann G. Bohn: Die Rezeption des Zhouyi in der chinesischen Philosophie, von den Anfängen bis zur Song-Dynastie. München 1998, ISBN 3-89675-282-0.
- Lars Bo Christensen: The Book of Changes – The original Core of the I Ching. Amazon Create Space 2015. (Die erste Übersetzung der ursprünglichen Kerntexte mit einem vollen Glossar.) ISBN 978-87-997976-1-5 (englisch).
- Dominique Hertzer: Das Mawangdui-Yijing. Text und Deutung. Diederichs, München 1996, ISBN 3-424-01307-2.
- Tze-Ki Hon: The Yijing and Chinese Politics. Classical Commentary and Literati Activism in the Northern Song Period, 960-1127. State University of New York Press, Albany (NY) 2005, ISBN 0-7914-6311-7 (englisch).
- Richard A. Kunst: The Original Yijing: A Text, Phonetic Transcription, Translation, and Indexes, with Sample Glosses. Berkeley, CA. 1985 (englisch, Dissertation, University of California, Berkeley [UCB]).
- Leo Reisinger: Das I Ging. Eine formalwissenschaftliche Untersuchung des chinesischen Orakels. Hrsg.: Institut für Völkerkunde der Universität Wien (= Acta ethnologica et linguistica. Band 25 Series generalis Nr. 3). Engelbert Stiglmayr, 1972, ZDB-ID 1131683-4 (Dissertation, Universität Wien, Österreich).
- Edward L. Shaughnessy: The Composition of the Zhou Yi. Stanford 1983, ISBN 0-231-16184-0 (englisch, eingeschränkte Vorschau in der Google-Buchsuche – Ph. D. Dissertation, Stanford University, California).
- Edward L. Shaughnessy: I Ching (Chou I). In: Michael Loewe (Hrsg.): Early Chinese Texts: A Bibliographical Guide. Society for the Study of Early China, and the Institute of East Asian Studies, University of California, Berkeley 1993. (= Early China Special Monograph Series. 2), S. 216–228 (englisch).
- Edward L. Shaughnessy: Unearthing the Changes. Recently Discovered Manuscripts of the Yi Jing (I Ching) and Related Texts, illustrated Edition. Neue Auflage. Columbia University Press, New York 2014, ISBN 978-0-231-16184-8 (englisch, eingeschränkte Vorschau in der Google-Buchsuche).
- Iulian K. Shchutskii: Researches on the I Ching. Translation by William L. MacDonald Tsuyoshi Hasegawa, and Hellmut Wilhelm. Princeton University Press, Princeton (NJ) 1979 (englisch).
- Hellmut Wilhelm: Die Wandlung. Acht Essays zum I Ging. 1. Auflage. Suhrkamp, Frankfurt am Main 1985, ISBN 3-518-37646-2.
- Gerhart Schmitt: Sprüche der „Wandlungen“ auf ihrem geistesgeschichtlichen Hintergrund. (= Deutsche Akademie der Wissenschaften, Institut für Orientforschung, Band 76). Akademie-Verlag, (Ost-)Berlin 1970, ISBN 3-11-255503-1 (Reprint 2021, doi:10.1515/9783112555040).
- Lama Anagarika Govinda: Die innere Struktur des I Ging. Das Buch der Wandlungen. 1. Auflage. Aurum, Freiburg im Breisgau 1983, ISBN 3-591-08191-4.